# David Blitz
David Blitz (Rotterdam, 7 augustus 1869 – Parijs, circa 14 januari 1938) was een Nederlands pianist.
Hij werd geboren binnen het gezin van graveur Louis Blitz en Sara de Gelder. Broer Carel Blitz was violist. In 1902 werd hij benoemd tot Officier d’Academie, later tot Officier de l’instruction publique. Hij zou ook sinds 1908 ridder in de Koninklijke Bene Merenti Orde zijn, dankzij zijn concerten met Jacques Thibaud.
Hij kreeg zijn opleiding aan de Rotterdamse Muziekschool. Docenten waren Joh.H. Sikemeier, Friedrich Gernsheim en Theodoor Verhey. Hij studeerde ook enige tijd viool bij Willy Hess. Zijn broer Carel trok naar het Verenigd Koninkrijk, David vertrok naar Parijs om er verder te studeren, maar ook te concerteren, onder andere in Salle Pleyel. Toch deed hij nog regelmatig Nederlandse zalen aan. Er zijn concerttournees van hem bekend met de violist Jacques Thibaud tot in Oostenrijk-Hongarije en Turkije. Tijdens die tournee speelde hij in Boekarest voor Elisabeth zu Wied. Ook gaf hij samen met de cellist Joseph Hollman een aantal concerten. 
Hij trok zich op latere leeftijd terug van de concertpodia om les te geven.